# Anna Tibaijuka
Anna Kajumulo Tibaijuka (Kagabiro, 12 oktober 1950) is een Tanzaniaans politicus en sinds 2010 CCM-parlementslid voor het kiesdistrict Muleba South. Van 2010 tot 2014 was ze minister van Land, Huisvesting en Ontwikkeling van Menselijke Nederzettingen (Minister of Lands, Housing and Human Settlements Developments).
Eerder was Tibaijuka onder-secretaris-generaal van de Verenigde Naties en uitvoerend directeur van de United Nations Human Settlements Programme (UN-HABITAT). Ze was daarmee de tweede Afrikaanse vrouw die een van de hoogste posities in het VN-systeem bekleedde. In 2010 trad ze terug uit de Verenigde Naties om zich verkiesbaar te stellen voor het parlement van Tanzania.

## Eerste jaren en onderwijs
Tibaijuka is op 12 oktober 1950 geboren in het dorp Kagabiro, Muleba, als vijfde kind in een familie van kleine boeren. Na haar middelbare school, Rugambwa Secondary School in Bukoba, te hebben voltooid studeerde ze eerst aan de Sokoine University waar ze haar BSc-graad behaalde. Vervolgens studeerde ze agrarische economie aan de Zweedse Universiteit van Landbouwwetenschappen in Uppsala. Ze spreekt vloeiend Engels, Swahili, Zweeds en Frans. Ze is de weduwe van de voormalige Tanzaniaanse ambassadeur Wilson Tibaijuka, die in 2000 overleed.

## Academische carrière
Van 1993 tot 1998 was Tibaijuka universitair hoofddocent economie aan de Universiteit van Dar es Salaam. In die periode was ze tevens lid van de Tanzaniaanse regeringsdelegaties naar verschillende topconferenties van de Verenigde Naties, waaronder de Conferentie van de Verenigde Naties over Menselijke Nederzettingen (United Nations Conference on Human Settlements, Istanbul 1996); de Wereldvoedseltop (World Food Summit, Rome 1996); de Vierde Wereldvrouwenconferentie (Fourth World Conference on Women, Peking 1995) en de Wereldtop voor sociale ontwikkeling (World Summit for Social Development, Kopenhagen 1995). Tijdens de Wereldvoedseltop werd ze gekozen als coördinator voor Oost-Afrika van het Netwerk voor Voedselveiligheid, Handel en Duurzame Ontwikkeling (Network for Food Security, Trade and Sustainable Development, COASAD). In november 1997 werd Tibaijuka tevens lid van de Internationale Wetenschappelijke Adviesraad van UNESCO (International Scientific Advisory Board). Ze is buitenlands lid van de Koninklijke Land- en Bosbouwacademie van Zweden (in het Zweeds: Kungl. Skogs- och Lantbruksakademien).

## Carrière in de Verenigde Naties

### Uitvoerend directeur van UN-HABITAT
In september 2000 benoemde secretaris-generaal Kofi Annan haar tot uitvoerend directeur van het Centrum van de Verenigde Naties voor Menselijke Nederzettingen (United Nations Centre for Human Settlements). Gedurende de eerste twee jaar van haar ambtstermijn had Tibaijuka de supervisie over een reeks belangrijke hervormingen die erin resulteerde dat de Algemene Vergadering van de Verenigde Naties besloot tot een opwaardering van het centrum naar programmastatus en de bijbehorende naamsverandering tot Programma van de Verenigde Naties voor Menselijke Nederzettingen (United Nations Human Settlements Programme (UN-HABITAT)). Tibaijuka werd in juli 2002 door de Algemene Vergadering benoemd tot hoofd van het nieuwe VN-programma voor een eerste termijn van vier jaar en kreeg de rang van onder-secretaris-generaal, waarmee ze de eerste Afrikaanse vrouw werd die deze rang in het VN-systeem verkreeg.

### Speciaal gezant van de secretaris generaal
De secretaris-generaal benoemde Tibaijuka in juni 2005 als speciaal gezant belast met het onderzoeken van de gevolgen van de campagne van de Zimbabwaanse regering (bekend als Operatie Murambatsvina) die officieel bedoeld zou zijn om informele handelaren en illegale bewoners uit bepaalde gebieden te verwijderen. Omdat de uitzettingen zich concentreerden in gebieden waarvan de bewoners gewoonlijk de oppositiepartij Movement for Democratic Change (MDC) steunden, waren veel commentatoren van mening dat de campagne een politiek motief had. Hoewel dit werd ontkend door de Zimbabwaanse regering, volgde er veel internationale kritiek op deze campagne.
Tibaijuka concludeerde in haar rapport dat “while purporting to target illegal dwellings and structures and to clamp down on alleged illicit activities, [the operation] was carried out in an indiscriminate and unjustified manner, with indifference to human suffering” ("Hoewel werd voorgewend dat het gericht was tegen illegale woningen en bouwwerken, en het bestrijden van vermeende illegale activiteiten, werd [de operatie] op een ongerechtvaardigde en willekeurige wijze uitgevoerd, met onverschilligheid voor menselijk lijden").

### Water Supply and Sanitation Collaborative Council (WSSCC)
Op 19 oktober 2010 koos de stuurgroep van de Samenwerkingsraad watervoorziening en sanitaire voorzieningen (Water Supply and Sanitation Collaborative Council, WSSCC) Anna Tibaijuka als haar nieuwe voorzitter. Tibaijuka volgde Roberto Lenton op, wiens tweede en laatste ambtstermijn eindigde in maart 2011.

## Blair-commissie voor Africa
In 2004 nodigde de toenmalige Britse premier, Tony Blair, Tibaijuka uit deel te nemen aan de Commissie voor Afrika, die hij had opgericht om ideeën en initiatieven te genereren teneinde de ontwikkeling en economische groei van Afrika te ondersteunen en te versnellen. De commissie, bestaande uit zestien internationaal bekende personen, voltooide haar rapport in maart 2005.

## Politieke carrière

### Parlementslid en minister van huisvesting (2010-2014)
In oktober 2010 deed ze mee aan de parlementaire verkiezingen in Tanzania op de kieslijst van CCM. Ze werd in het nationale parlement gekozen als volksvertegenwoordiger voor het kiesdistrict Muleba South in de regio Kagera.
In november 2010 werd ze benoemd tot minister van Land, Huisvesting en Ontwikkeling van Menselijke Nederzettingen (Minister for Lands, Housing and Human Settlement Developments).
Tegeta Escrow Account-schandaal
Aan haar ministerschap kwam in december 2014 een eind toen de Tanzaniaanse president Jakaya Kikwete haar ontsloeg wegens vermeende betrokkenheid bij het zogeheten Tegeta Escrow Account-schandaal. President Kikwete verklaarde dat hij Tibaijuka had gevraagd "plaats te maken voor een nieuwe benoeming" omdat ze niet de "benodigde ijver" zou hebben getoond toen US$ 1 miljoen op haar privérekening werd gestort door zakenman James Rugemalira van het bedrijf VIP Engineering and Marketing (VIPEM) die betrokken zou zijn bij het schandaal.
Tibaijuka ontkende enige betrokkenheid bij het Tegeta Escrow Account-schandaal. Ze verklaarde dat het hier ging een donatie voor het "Johansson Girls Education Trust", een onderwijsfonds waarvoor ze fondsenwerver was, en dat het bedrag inmiddels was overgedragen aan het betreffende onderwijsfonds.

### Herverkiezing als parlementslid
In 2015 werd ze door 63% van de regionale CCM-leden opnieuw genomineerd als candidaat voor de verkiezingen om de parlementszetel voor het kiesdistrict Muleba South. Ze kreeg voldoende voorkeursstemmen om haar zetel in het nationale parlement te behouden.

## Erkenning

### Onderscheidingen
- 2009: Gothenburg Award for Sustainable Development[17]
- 2016: Prince Khalifa Bin Salman Al-Khalifa UN Habitat Award for Sustainable Development[18]

### Academische ere-onderscheidingen
| Jaar | Universiteit                                           | Land                | Onderscheiding                                |
| ---- | ------------------------------------------------------ | ------------------- | --------------------------------------------- |
| 2002 | McGill University                                      | Canada              | Eredoctoraat in milieukunde                   |
| 2004 | Heriot-Watt University                                 | Verenigd Koninkrijk | Eredoctoraat in bouwkunde                     |
| 2006 | University College London                              | Verenigd Koninkrijk | Eredoctoraat in bouwkunde                     |
| 2007 | Jomo Kenyatta University of Agriculture and Technology | Kenia               | Eregraad in stedelijke planning               |
| 2009 | Warsaw School of Economics                             | Polen               | Eredoctoraat in economie                      |
| 2010 | Catholic University of Eastern Africa                  | Kenia               | Eregraad in gemeenschapsontwikkeling en vrede |
| 2010 | Tongji University                                      | China               | Ereprofessoraat                               |

- Gemeinsame Normdatei: 170915328
- International Standard Name Identifier: 0000 0001 1436 8226
- Library of Congress Control Number: n82119935
- Nationale Bibliotheek van Israël: 987007308542605171
- Nederlandse Thesaurus van Auteursnamen: 106053248
- Système universitaire de documentation: 13090807X
- Virtual International Authority File: 3185806
- WorldCat: E39PBJfcKWjGr6qQxKKJcYg3Qq